# Dorrego (subte de Buenos Aires)
Dorrego es una estación de la línea B de la red de subterráneos de la Ciudad de Buenos Aires, ubicada debajo de la avenida Corrientes y su intersección con la avenida Dorrego, en el barrio de Chacarita. Fue inaugurada el 17 de octubre de 1930 junto como el primer tramo de la línea B, entre Federico Lacroze y Callao.

## Historia
El 7 de marzo de 1995 en cercanías de la estación Dorrego, el último vagón de una formación se desprendió del convoy y se estrelló contra el resto del tren dejando un saldo de 70 heridos.

## Decoración
En la estación hay cuatro murales de 1991. El andén norte está acaparado por la obra A 3 niñas argentinas inmoladas, Jimena Hernández, Nair Mostafá y María Soledad Morales de Mildred Burton, en tanto que al andén sur lo decoran murales de Roberto Scafidi, José María Cáceres (Canto de amor para América Latina) y Juan José Cambré (El duende está en cada movimiento de nuestras vidas). El resto de la estación, incluyendo andenes, escaleras y pasillos de accesos cuenta con una intervención llamada Bosque subterráneo de Federico Bacher. La estación fue reformada durante el mes de enero de 2023, siendo tapadas algunas pinturas.

## Hitos urbanos
Se encuentran en las cercanías de esta:
- Estación Villa Crespo del Ferrocarril General San Martín
- Parque Los Andes
- Barrio Parque Los Andes
- Club Atlético Atlanta
- Movistar Arena
- Mercado de Flores de Chacarita
- Escuela Técnica Hermitte
  - Mirador Comastri
- Comisaría N.º 29 de la Policía Federal Argentina
- Comisaría Comunal 15 de la Policía Metropolitana de Buenos Aires
- Unidad de Orientación y Denuncia Chacarita
- Consulado de Estonia
- Centro de Atención Primaria (CeSAC) N.º 22
- Escuela Primaria Común N.º 19 Provincia del Chubut
- Escuela Primaria Común N.º 1 Rubén Darío
- Biblioteca Baldomero Fernández Moreno
- Distrito audiovisual
- Parroquia Resurrección del Señor
- Espacio Teatral Los Andes

## Imágenes

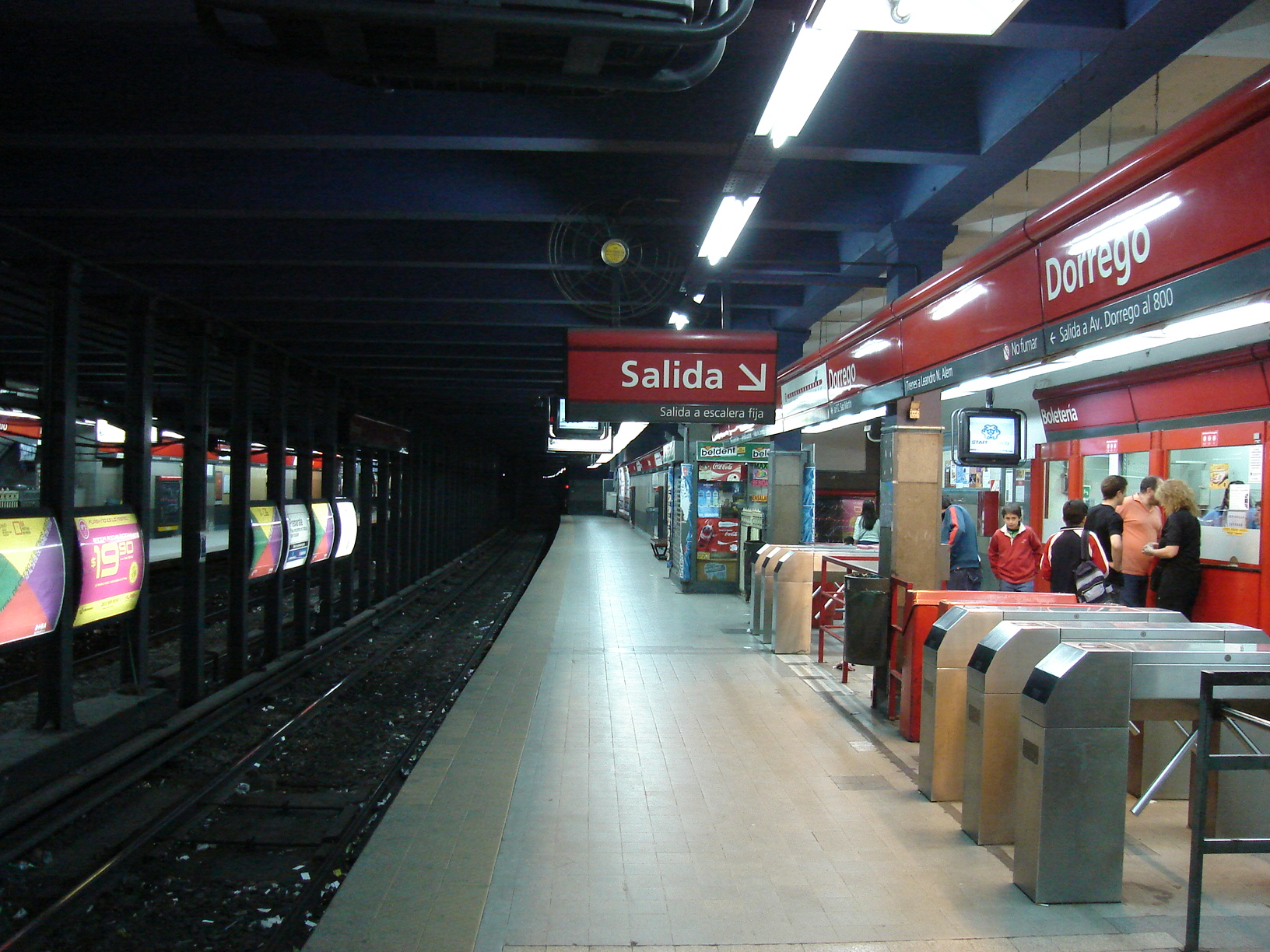
La estación en 2006
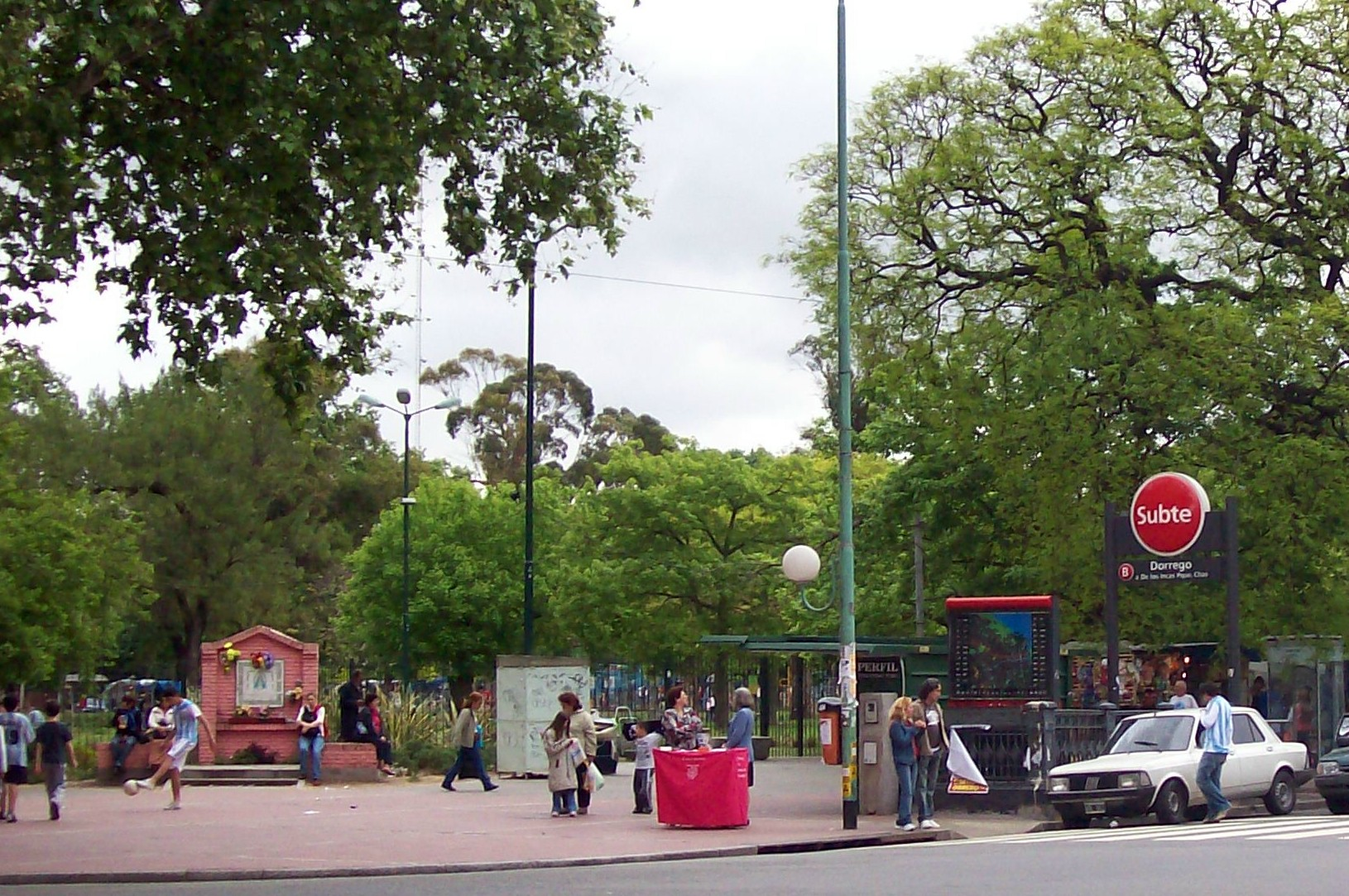
Acceso sobre Parque Los Andes, 2007
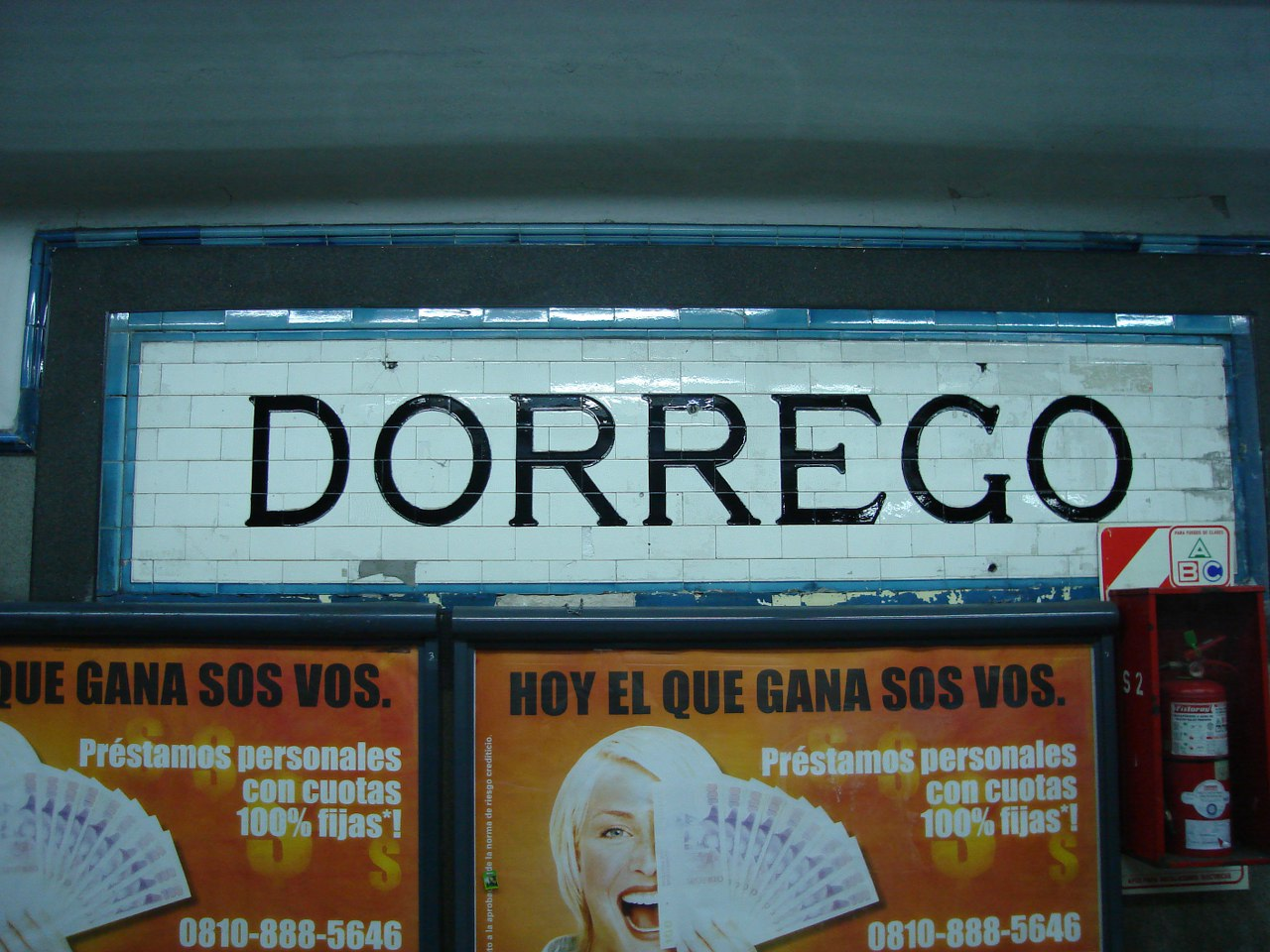
Señalética original, 2008
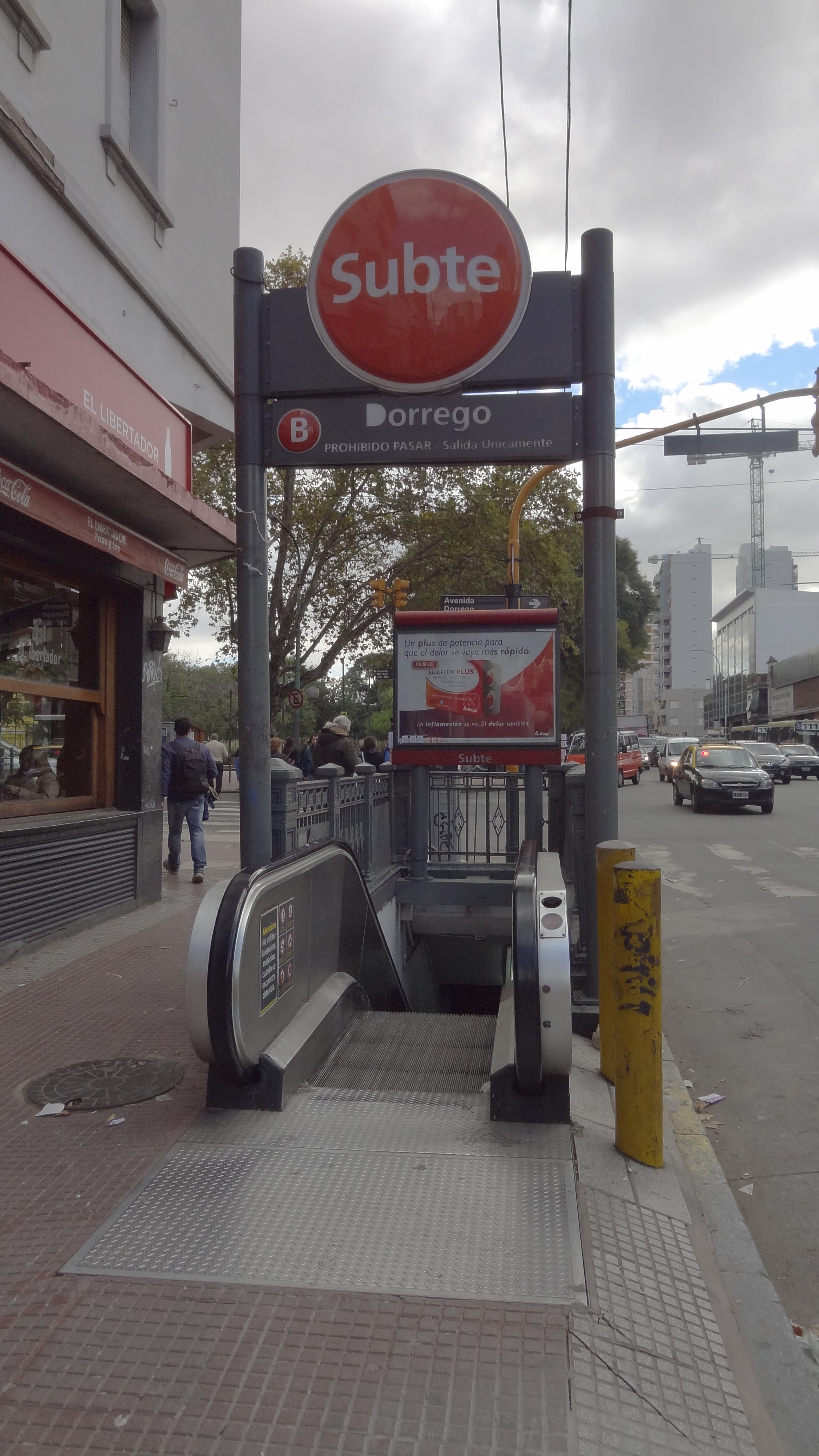
Salida con escalera mecánica sobre avenida Corrientes, 2014
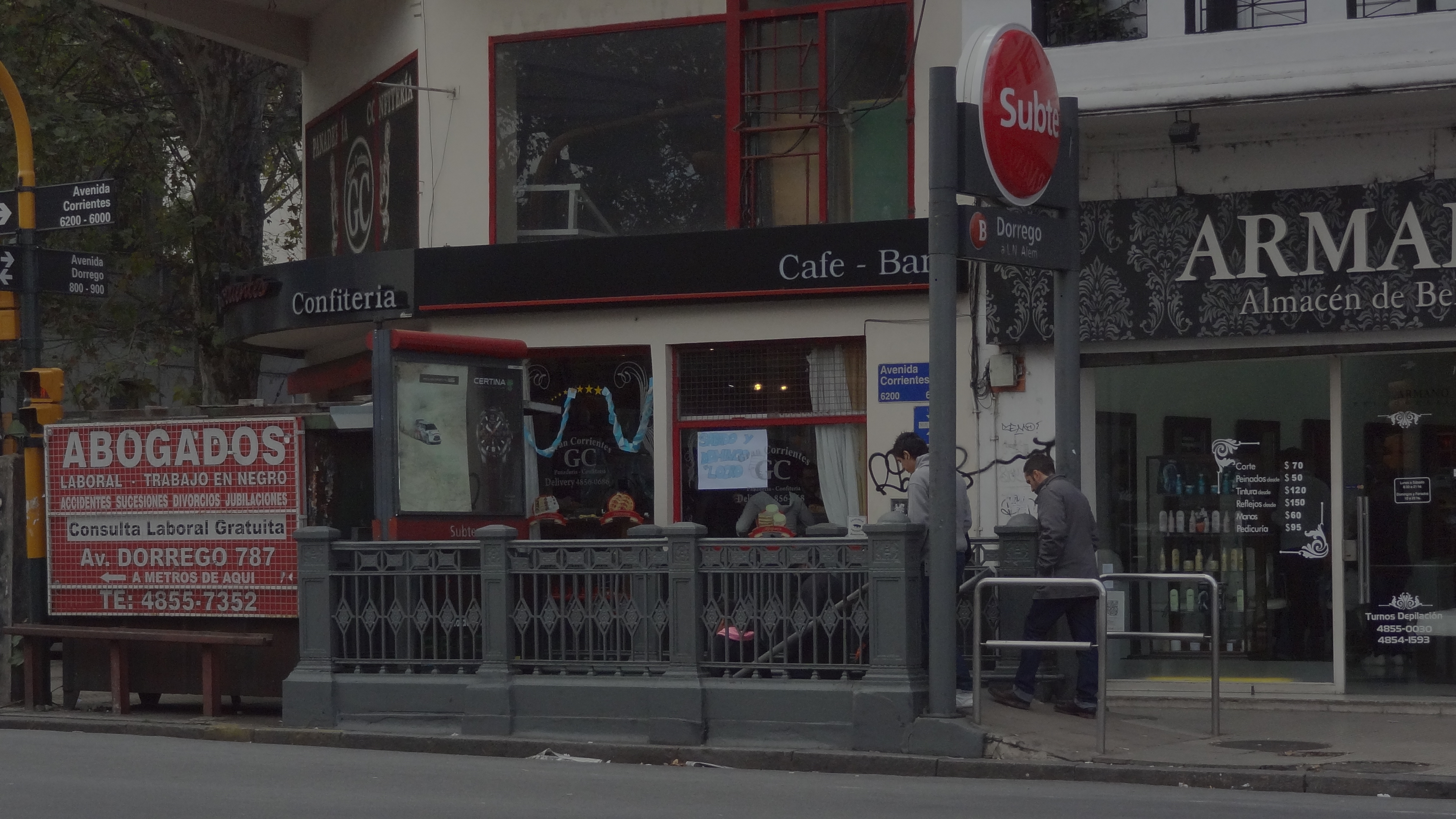
Acceso sobre avenida Corrientes, 2014
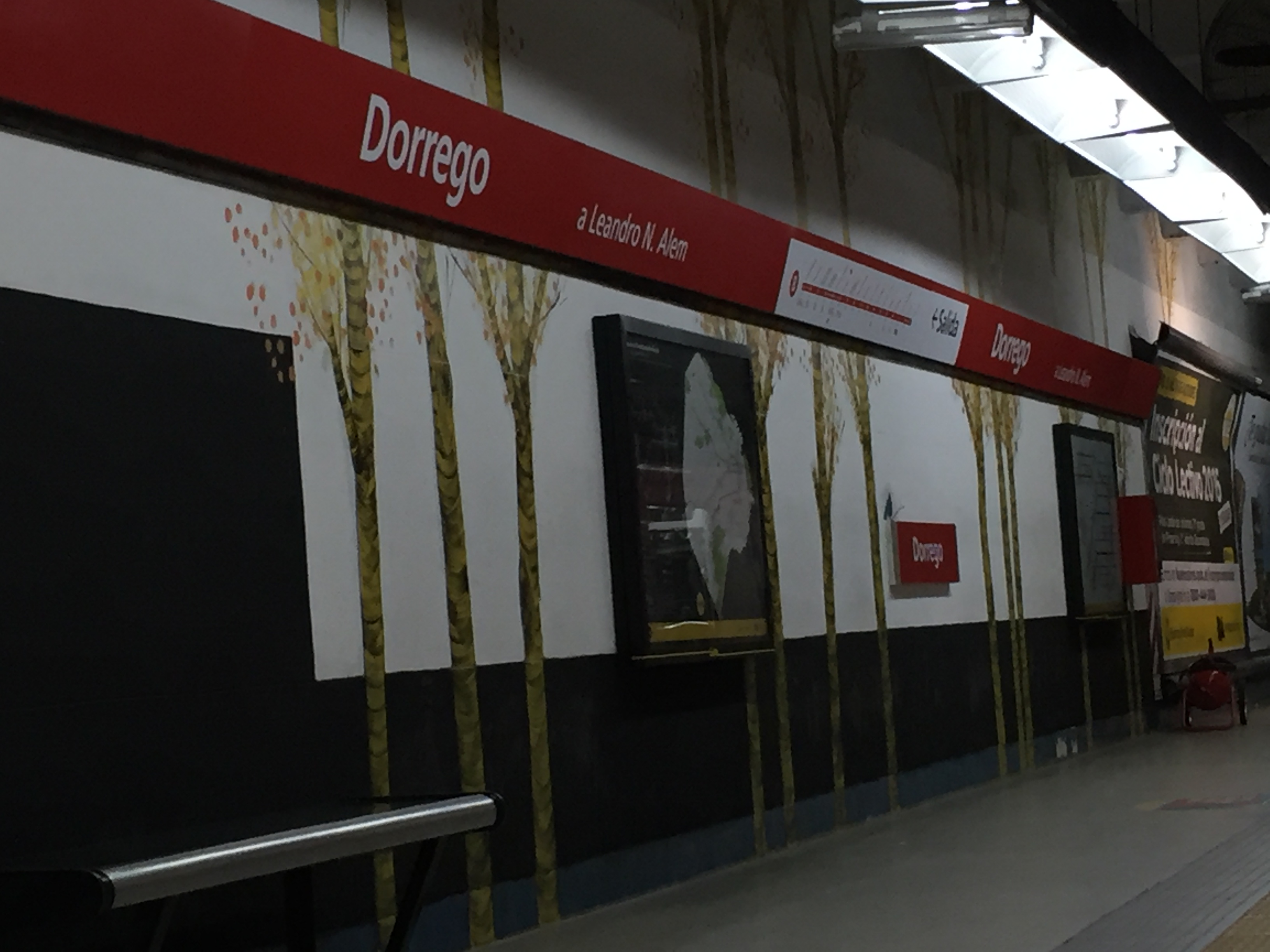
Andén hacia Leandro N. Alem, 2015
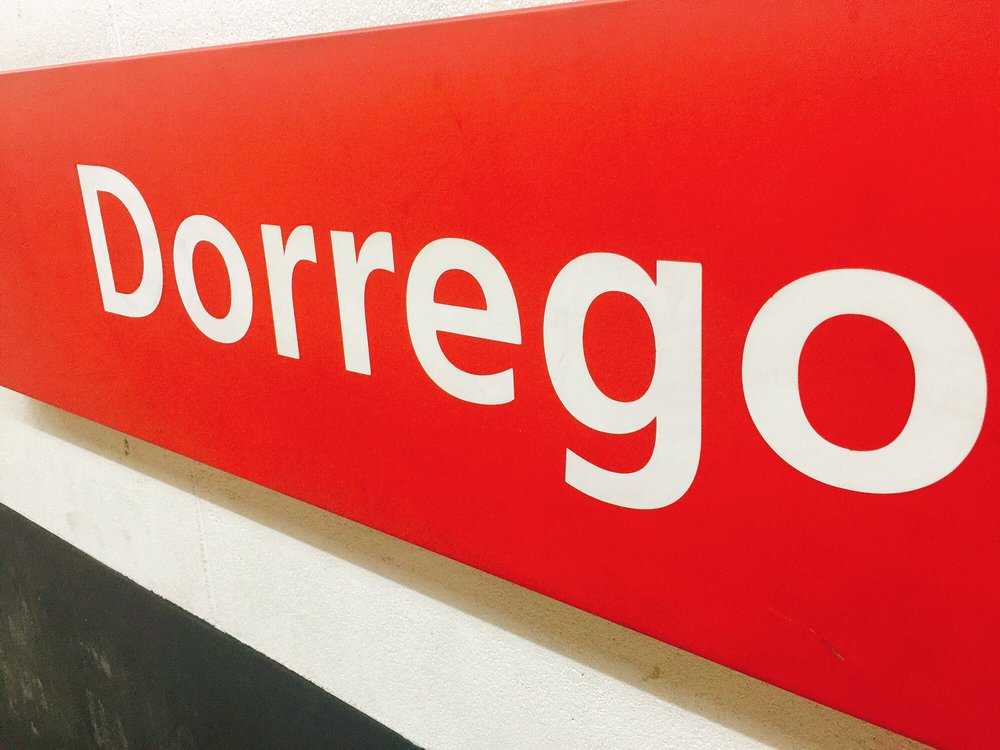
Señalética de la estación en 2016
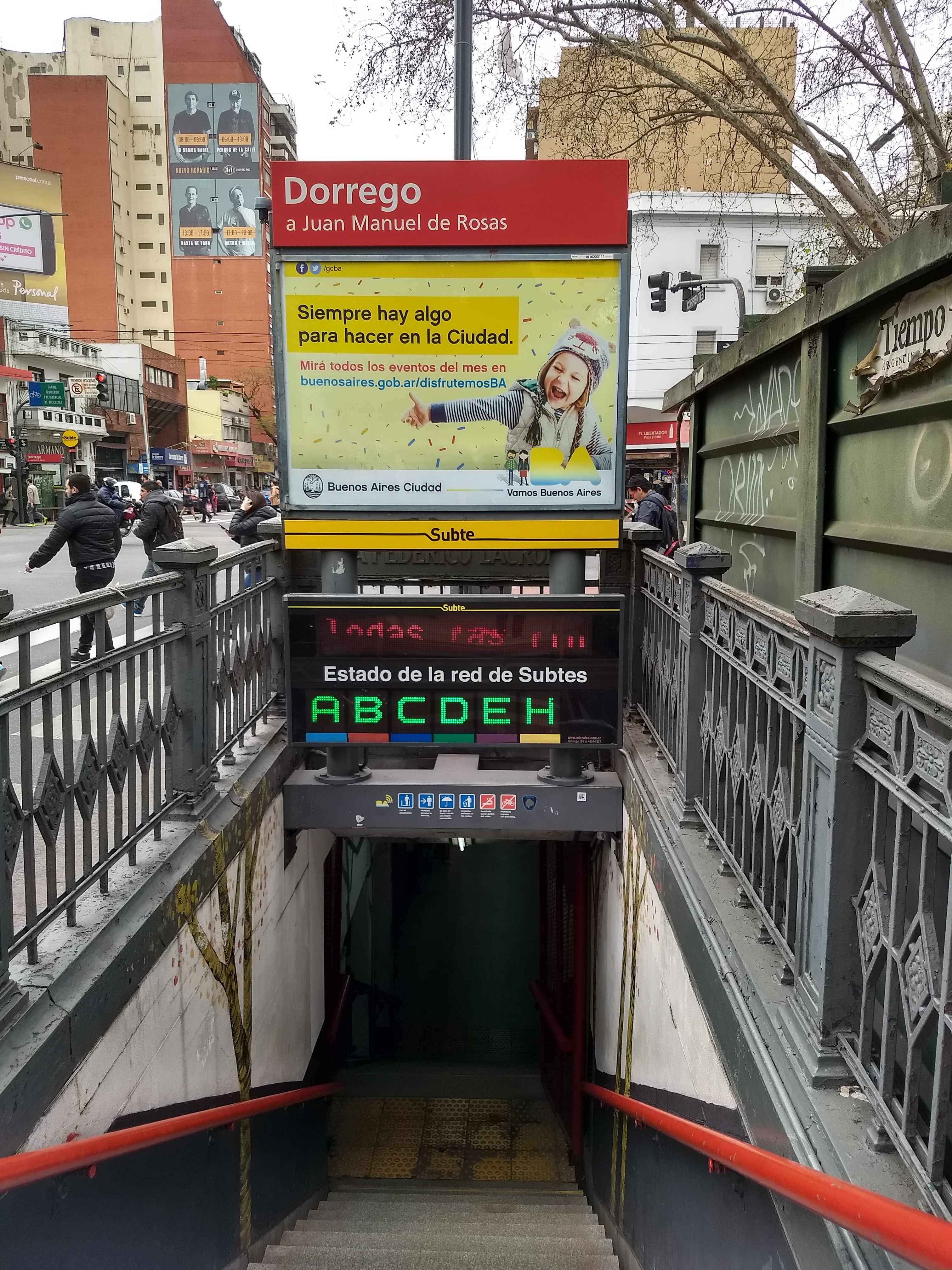
Acceso desde Parque Los Andes, 2017